# 斎藤慎太郎
斎藤 慎太郎（さいとう しんたろう、1993年4月21日 - ）は将棋棋士。畠山鎮八段門下。棋士番号は286。奈良県奈良市出身。大阪府立桃谷高等学校卒業。愛称は「さいたろう」（後述）、「西の王子」。

## 棋歴

### 生い立ち
羽生善治に関する漫画（くもん出版）を読んだことで将棋及び職業としてのプロ棋士に興味を持ち始める。
2004年9月、6級で奨励会に入会。順調に昇級・昇段を続ける。2008年1月、14歳で三段に昇段。三段リーグでは毎回のように昇段争いに加わりながら終盤に崩れて脱落していたが、8期目となる2011年度後期（第50回）で15勝3敗・1位の成績を修め、畠山鎮門下初のプロ四段となった。三段リーグ通算成績は95勝49敗・勝率.660で、同じ14歳三段・18歳四段昇段・8期在籍の佐藤天彦（94勝50敗・勝率.653）を上回る勝率である。また、三段時代から新人王戦と加古川青流戦にも参加していた。2012年5月25日、「斎藤慎太郎四段昇段祝賀会と十三（じゅうそう）棋道舘道場開席35周年記念祭」が盛大に行われた。

### プロ入り
プロ初勝利は第43期新人王戦で、既に棋戦優勝経験がある菅井竜也から挙げた。順位戦には第71期（2012年度）より参加。当期はC級2組で9勝1敗（46人中3位）の好成績を修め、C級2組の1期抜けに成功。これに伴いプロ入りから1年に満たぬ間に五段へ昇段した。
2015年3月14日、電王戦FINALで第2回将棋電王トーナメント5位のAperyと二条城で対局。中盤以降優位に立ち、Aperyに勝利した。
2015年度に入り、自己最多の11連勝（2015年3月から年度をまたぎ14連勝）と好調で、4月23日、第28期竜王ランキング戦5組で決勝進出を決め、4組昇級が確定。前期6組3位での5組昇級と合わせて連続2回昇級となり、同日付で六段に昇段した。また、第41期棋王戦予選の決勝で村田顕弘に勝ち本戦に出場。そして、第74期順位戦C級1組では、9勝1敗・2位の成績でB級2組への昇級を決めた。この一年で将棋大賞の新人賞および勝率一位賞（40勝12敗・勝率.769）を受賞した。
2016年度は、前年度の成績優秀につき第66回NHK杯将棋トーナメントで予選免除となり、本戦トーナメントに初出場（前期の第65回NHK杯予選は決勝で、杉本昌隆に敗れている）。本戦1回戦では、師匠である畠山鎮が解説を務める放送で、平藤眞吾に勝利した。2回戦で順位戦A級・十八世名人資格保持者の森内俊之に勝利したが、3回戦で佐藤康光に敗北する。第75期B級2組順位戦では、9勝1敗・1位の成績を収めB級1組への昇級と共に七段昇段を決めた。
2017年度は、第88期棋聖戦決勝トーナメントで森内俊之、木村一基・郷田真隆・糸谷哲郎を破り、羽生善治棋聖への挑戦権を獲得。自身初のタイトル戦となる五番勝負は1勝3敗に終わり、タイトル獲得はならなかった。

### 王座獲得
第66期（2018年度）王座戦挑戦者決定トーナメントで高見泰地・久保利明・藤井聡太・渡辺明を破り、中村太地王座への挑戦権を獲得。2勝2敗で迎えた第5局で勝利を収め（3勝2敗）、初タイトルを獲得。
第67期（2019年度）王座戦は、挑戦者の永瀬拓矢を相手に0勝3敗のストレート負けに終わり、タイトルを失冠した。同年度の第32期竜王戦では、1組昇級を決めた。

### A級昇級、2年連続の名人挑戦
2020年2月13日、第78期順位戦B級1組12回戦において、阿久津主税八段に勝利。同じく3敗で並んでいた行方尚史九段と千田翔太七段が敗れたことにより、2位となることが確定しA級への昇級を決め、同時に八段に昇段した。
A級1期目となる第79期順位戦は好成績で推移し、豊島将之に1敗を喫したものの最終結果は8勝1敗で渡辺明名人への挑戦権を獲得した。B級1組から直近の昇級者が挑戦者となるのは前期の渡辺に続き2期連続、A級1期目の棋士が挑戦者となるのは第75期の稲葉陽以来だった。自身初の2日制タイトル戦となった七番勝負では開幕局を劣勢からの逆転で制したものの、第2局から4連敗を喫し、1勝4敗で退けられた。
A級2期目の第80期順位戦でも開幕から8連勝し、最終局を待たずに渡辺名人への挑戦権を獲得した。最終局で糸谷哲郎に敗れたため、最終結果は8勝1敗。名人戦七番勝負は1勝4敗と渡辺に退けられた。
A級4期目の第82期順位戦では、この期の挑戦者となる豊島将之（7勝2敗）に黒星を付けるも、斎藤自身は3勝6敗の成績でB級1組へ降級となった。
2024年度には、第65期王位戦の紅組でリーグ優勝を果たし挑戦者決定戦に進出したが、渡辺明に敗れ初の王位挑戦とはならなかった。
2025年3月18日、第10期叡王戦の挑戦者決定戦で糸谷哲郎に勝利し、叡王挑戦が決定。

## 棋風
居飛車党でじっくりした将棋を好むと自身が公言している通り、持ち時間が長い棋戦で才能を発揮する傾向がある。電王戦での二つ名は「超光速の詰士」。

## 師弟関係
斎藤は10歳のときに畠山鎮に弟子入りしている。その際に弟子志願の手紙を出しており、「こんな幼い子供の師匠になる自信がない」と対応に窮した畠山が谷川浩司に相談したところ、「子供なりに考えて手紙を出したのだから、縁を大事にして引き受けたらいいよ」とアドバイスされ、畠山は弟子入りを引き受けることにしたという。
当初、畠山は指導対局を行わないつもりでいたが、斎藤の熱意に押される形で月に2、3回、1年に100局以上のペースでプロ入りまで8年続いたという。
2018年度の第77期順位戦では両者ともB級1組に所属することとなり、順位戦では24年ぶりとなる師弟対決が実現した。順位戦での師弟対決は、総当たりとなるB級1組以上でしか組まれない。結果は畠山の勝利に終わり、第78期順位戦での対戦でも畠山が勝利した。
2022年に放送された第1回ABEMA師弟トーナメントでは、チーム畠山としてタッグを組み、優勝を果たした。

## 詰将棋
「好きを通り越して愛している」と公言する程の詰将棋愛好家であり、奨励会員時代から詰将棋解答選手権に参加し、第6回（2009年）で3位・第7回で5位・第8回～第9回で連続優勝と、その手腕を発揮している。プロ入り内定直後に行われた第9回の優勝インタビューでは、「僕の成績というより、今年は作品群が素晴らしく、素晴らしい作品を解かせていただいて幸せ」と発言した。
第16回(2019年)詰将棋解答選手権では第2ラウンドにおいて、この大会で優勝した藤井聡太七段(当時)より5分早く解答したうえに出場者の中で唯一の満点を出し準優勝した。
また、作家としても月刊「詰将棋パラダイス」誌で複数回の入選、半期賞の受賞も果たしている。2022年には133手詰めの作品を発表した、これは煙詰にもなっている。第22回(2025年)詰将棋解答選手権では、チャンピオン戦に出題者として21手詰めの作品を提供している。参加者100人中4人しか正答者が出なかった難問となり、斎藤の作品も含め全問正解の満点で優勝した藤井聡太が斎藤の作品に評価と感謝の言葉を述べていた
。

## 人物・エピソード
- 父・母の3人家族[20]。父親は事業家であり、CoCo壱番屋のフランチャイズオーナーとして、複数の店舗を大阪で経営している[21]。その縁により、斎藤の初タイトルである第66期王座の就位式（2019年1月23日）では、壱番屋の創業者である宗次徳二が来賓として祝辞を述べた[22][23]。
- ネットでは名前を略した「さいとしん」から「観光」（英語のsight seeing）と呼ばれたり、女性誌の取材をよく受け、一部では「西のイケメン王子」と言われる事もある[24]。
- ニコニコ生放送で2017年5月14日に放送された「〜いよいよ最終決戦〜電王戦、勝手に決起酒会！」[25]の番組内の告知において司会の中村桃子女流初段が噛んで読み間違いしたことから「さいたろう」と呼ばれるようになる。第4期叡王戦本戦出場決定のインタビューで「さいたろう」のニックネームの公認を問われ「将棋中継を楽しく見るためでしたら色んな呼び方をして下さっていいかなと思います」と答え本人公認となった。
- ものもらいができやすい体質で、目の保護のため眼鏡が手放せない[26]。
- 料理が得意で、今でも遠征がないときなどは自炊している[26]。普段は玉ねぎ・ピーマン・きのこを軸にメニューを組み立てるという[26]。また、他の得意料理に肉吸いがある[27]。トマト料理もよく作る[28]。ちなみに好きな料理は寿司[27]。
- 趣味は音楽。幼い頃、少しだけドラムを習っていた[28]。自宅にいるときは「10時間ぐらい音楽を流している」[27]。プロになってからは洋楽、邦楽ジャンルを問わず聴くが、奨励会のころは男性のロックバンドが好きで、Mr.ChildrenやBUMP OF CHICKENを好む。カラオケではポルノグラフィティの曲が得意[27]。初めて買ったCD『HOME (Mr.Childrenのアルバム) 』を好きな作品にあげており、今でも歌詞をぜんぶ覚えている[28]。
- 身長は180センチメートル、足のサイズは27センチメートル、利き手は右手[20]。
- 2022年9月23日、結婚したことを発表[29]。

## 昇段履歴
昇段規定は、将棋の段級 を参照。
奨励会
- 2004年09月 ：  6級（小学5年） = 関西奨励会入会
- 2004年11月 ：  5級（小5〃年）
- 2005年05月 ： 4級（小学6年）
- 2005年10月 ： 3級（小6〃年）
- 2005年12月 ： 2級（小6〃年）
- 2006年08月 ： 1級（中学1年）
- 2006年11月 ： 初段（中1〃年）
- 2007年08月 ： 二段（中学2年）
- 2008年01月 ： 三段（第43回奨励会三段リーグ〈2008年度前期〉より三段リーグ参加、中学2年）
- 2012年04月 ： 四段（第50回奨励会三段リーグ成績1位） = プロ入り

四段昇段以降
- 2012年04月01日 ： 四段 = プロ入り
- 2013年03月05日 ： 五段（順位戦C級1組昇級）[30]
- 2015年04月23日 ： 六段（竜王ランキング戦連続昇級）[31]
- 2017年03月07日 ： 七段（順位戦B級1組昇級）[32]
- 2020年02月13日 ： 八段（順位戦A級昇級）[8]

## 主な成績

### 獲得タイトル
は2025年6月現在の在位。登場・連覇の 太字 は歴代最多記録。
他の棋士との比較は、タイトル獲得記録、将棋のタイトル在位者一覧を参照。
| タイトル                                                                           | 獲得年度 | 登場 | 獲得期数 | 連覇 | 永世称号（備考） |
| 竜王                                                                               | －       | 0    | －       | －   | －               |
| 名人                                                                               | －       | 2回  | －       | －   | －               |
| 叡王                                                                               | －       | 1回  | －       | －   | －               |
| 王位                                                                               | －       | 0    | －       | －   | －               |
| 王座                                                                               | 2018     | 2回  | 1期      | －   | －               |
| 棋王                                                                               | －       | 0    | －       | －   | －               |
| 王将                                                                               | －       | 0    | －       | －   | －               |
| 棋聖                                                                               | －       | 1回  | －       | －   | －               |
| タイトル獲得 合計 1期 / 登場回数 合計6回 （第10期叡王戦〈2024年-2025年〉終了まで） |          |      |          |      |                  |

タイトル戦登場
- 名人 2回（2021年 = 第79期、2022年）
- 叡王 1回（2025年 = 第10期）
- 棋聖 1回（2017年度 = 第88期）
- 王座 2回（2018年度 = 第66期、2019年度）

登場回数 合計 6回（第10期叡王戦〈2024年-2025年〉まで）

### 棋戦優勝

#### 非公式戦優勝
- ABEMA師弟トーナメント 1回（2022年）

### 将棋大賞
- 第43回（2015年度） 新人賞・勝率一位賞（0.769）
- 第44回（2016年度） 勝率一位賞（0.750）

### 在籍クラス
| 開始 年度 | (出典)順位戦出典 | (出典)順位戦出典 | (出典)順位戦出典 | (出典)順位戦出典 | (出典)順位戦出典 | (出典)順位戦出典 | (出典)順位戦出典 | (出典)順位戦出典 | (出典)竜王戦出典 | (出典)竜王戦出典 | (出典)竜王戦出典 | (出典)竜王戦出典 | (出典)竜王戦出典 | (出典)竜王戦出典 | (出典)竜王戦出典 | (出典)竜王戦出典 | (出典)竜王戦出典 | (出典)竜王戦出典 |
| 開始 年度 | 期               | 名人             | A級              | B級              | B級              | C級              | C級              | 0                | 期               | 竜王             | 1組              | 2組              | 3組              | 4組              | 5組              | 6組              | 決勝 T           |                  |
| 開始 年度 | 期               | 名人             | A級              | 1組              | 2組              | 1組              | 2組              | 0                | 期               | 竜王             | 1組              | 2組              | 3組              | 4組              | 5組              | 6組              | 決勝 T           |                  |
| --- | ---------------- | ---------------- | ---------------- | ---------------- | ---------------- | ---------------- | ---------------- | ---------------- | ---------------- | ---------------- | ---------------- | ---------------- | ---------------- | ---------------- | ---------------- | ---------------- | ---------------- | ---------------- |
| 2012 | 71               |                  |                  |                  |                  |                  | C245             | 9-1              | 26               |                  |                  |                  |                  |                  |                  | 6組              | --               | 2-1/昇0-1        |
| 2013 | 72               |                  |                  |                  |                  | C130             |                  | 7-3              | 27               |                  |                  |                  |                  |                  |                  | 6組              | --               | 4-1/昇1-0        |
| 2014 | 73               |                  |                  |                  |                  | C108             |                  | 6-4              | 28               |                  |                  |                  |                  |                  | 5組              |                  | 1-1              | 5-0 (1位)        |
| 2015 | 74               |                  |                  |                  |                  | C109             |                  | 9-1              | 29               |                  |                  |                  |                  | 4組              |                  |                  | --               | 0-1/昇1-1        |
| 2016 | 75               |                  |                  |                  | B223             |                  |                  | 9-1              | 30               |                  |                  |                  |                  | 4組              |                  |                  | --               | 3-1/昇1-0        |
| 2017 | 76               |                  |                  | B110             |                  |                  |                  | 4-6              | 31               |                  |                  |                  | 3組              |                  |                  |                  | --               | 3-1 (2位)        |
| 2018 | 77               |                  |                  | B110             |                  |                  |                  | 7-5              | 32               |                  |                  | 2組              |                  |                  |                  |                  | --               | 0-1/昇4-0        |
| 2019 | 78               |                  |                  | B103             |                  |                  |                  | 9-3              | 33               |                  | 1組              |                  |                  |                  |                  |                  | --               | 0-1/出1-1        |
| 2020 | 79               |                  | A10              |                  |                  |                  |                  | 8-1              | 34               |                  | 1組              |                  |                  |                  |                  |                  | --               | 0-1/出0-1        |
| 2021 | 80               |                  | A01              |                  |                  |                  |                  | 8-1              | 35               |                  |                  | 2組              |                  |                  |                  |                  | --               | 0-1/昇1-1        |
| 2022 | 81               |                  | A 01             |                  |                  |                  |                  | 5-4              | 36               |                  |                  | 2組              |                  |                  |                  |                  | --               | 2-1/昇1-0        |
| 2023 | 82               |                  | A 05             |                  |                  |                  |                  | 3-6              | 37               |                  | 1組              |                  |                  |                  |                  |                  | 1-1              | 0-1/出4-0(5位)   |
| 2024 | 83               |                  |                  | B102             |                  |                  |                  | 6-6              | 38               |                  | 1組              |                  |                  |                  |                  |                  | --               | 0-1/出1-1        |
| 2025 | 84               |                  |                  | B106             |                  |                  |                  | -                | 39               |                  | 1組              |                  |                  |                  |                  |                  | --               | -                |
| 順位戦、竜王戦の 枠表記 は挑戦者。右欄の数字は勝-敗(番勝負/PO含まず)。 順位戦の右数字はクラス内順位 ( x当期降級点 / *累積降級点 / +降級点消去 ) 順位戦の「F編」はフリークラス編入 /「F宣」は宣言によるフリークラス転出。 竜王戦の 太字 はランキング戦優勝、竜王戦の 組(添字) は棋士以外の枠での出場。 |                  |                  |                  |                  |                  |                  |                  |                  |                  |                  |                  |                  |                  |                  |                  |                  |                  |                  |

### 年度別成績
| 年度             | 対局数 | 勝数 | 負数 | 勝率   | (出典) |
| ---------------- | ------ | ---- | ---- | ------ | ------ |
| 2012年度         | 36     | 27   | 9    | 0.7500 | [ 35 ] |
| 2013年度         | 35     | 21   | 14   | 0.6000 | [ 36 ] |
| 2014年度         | 43     | 28   | 15   | 0.6511 | [ 37 ] |
| 2015年度         | 52     | 40   | 12   | 0.7692 | [ 38 ] |
| 2016年度         | 36     | 27   | 9    | 0.7500 | [ 39 ] |
| 2017年度         | 53     | 33   | 20   | 0.6226 | [ 40 ] |
| 2018年度         | 46     | 29   | 17   | 0.6304 | [ 41 ] |
| 2019年度         | 40     | 24   | 16   | 0.6000 | [ 42 ] |
| 2020年度         | 40     | 25   | 15   | 0.6250 | [ 43 ] |
| 2012-2020 (小計) | 381    | 254  | 127  |        |        |
| 年度             | 対局数 | 勝数 | 負数 | 勝率   | (出典) |
| 2021年度         | 41     | 25   | 16   | 0.6097 | [ 44 ] |
| 2022年度         | 36     | 18   | 18   | 0.5000 | [ 45 ] |
| 2023年度         | 37     | 18   | 19   | 0.4864 | [ 46 ] |
| 2024年度         | 43     | 27   | 16   | 0.6279 | [ 47 ] |
| 2021-2024 (小計) | 157    | 88   | 69   |        |        |
| 通算             | 538    | 342  | 196  | 0.6356 | [ 48 ] |
| 2024年度まで     |        |      |      |        |        |

## 著書
- 最強最速の将棋（マイナビ、2013）
- 糸谷&斎藤の現代将棋解体新書（共著：糸谷、斎藤）（マイナビ、2016）
- 常識破りの新戦法 矢倉左美濃急戦 基本編（マイナビ、2017）
- 規格外の新戦法 矢倉左美濃急戦 最新編（マイナビ、2017）
- 斎藤慎太郎の角換わり腰掛け銀研究（マイナビ、2020）
- 斎藤慎太郎の将棋観（マイナビ、2024)